# Garavan
 (février 2023).
Si vous disposez d'ouvrages ou d'articles de référence ou si vous connaissez des sites web de qualité traitant du thème abordé ici, merci de compléter l'article en donnant les références utiles à sa vérifiabilité et en les liant à la section « Notes et références ».
Garavan est le quartier de Menton (Alpes-Maritimes, France) situé à la frontière avec l'Italie. Dominé par de hautes falaises, il contient plusieurs jardins botaniques. Le quartier et sa paroisse font partie de la ville de Vintimille jusqu'en 1861 et du diocèse de Vintimille jusqu'en 1886. Le poste frontière du Pont-Saint-Louis apparaît dans plusieurs films.

## Géographie
Garavan est un quartier de la commune française de Menton, située dans l'arrondissement de Nice, le département des Alpes-Maritimes et la région Provence-Alpes-Côte d'Azur. On y trouve la petite gare de Menton-Garavan. Il est situé à la frontière avec l'Italie.
Le quartier est dominé par de hautes falaises typiques de la Riviera méditerranéenne, et les jardins d'acclimatation y sont encore nombreux : la villa Maria Serena, le Clot du Peyronnet ou le jardin botanique de Val Rahmeh en sont des témoins. Le boulevard de Garavan, long de 3 kilomètres, bordé de poivriers et de caroubiers, conduit de la frontière italienne à la vieille ville de Menton.
Les habitants de Garavan sont les Garavanais voire les « Garavanàtchoux ».

## Histoire
Jusqu'en 1861, Garavan fait partie de la commune sarde de Vintimille et n'a ainsi pas participé au plébiscite des Villes libres de Menton et Roquebrune portant sur leur appartenance à la France. Les habitants se rattachent malgré tout à la commune de Menton et à la France[pas clair].
La paroisse de Garavan a été transférée du diocèse de Vintimille au diocèse de Nice en 1886.
La bataille de Menton, avec l'épisode du combat de Pont-Saint-Louis, eut lieu en juin 1940.

## Au cinéma
On retrouve Garavan au cinéma, ainsi que généralement le poste frontière du Pont-Saint-Louis, dans de nombreux films, dont La Comtesse aux pieds nus (1954) de Joseph L. Mankiewicz, Le Corniaud (1965) de Gérard Oury, ainsi que dans La Chambre du fils (2001) de Nanni Moretti.